# Loh (Sankt Wolfgang)
Loh ist ein Gemeindeteil von St. Wolfgang im oberbayerischen Landkreis Erding.

## Lage
Die Einöde Loh liegt 3 Kilometer westlich der Hauptstraße (B 15) des Gemeindehauptorts Sankt Wolfgang.

## Bevölkerungsentwicklung
Um 1871 gab es in Loh fünf Einwohner. Im Mai 1987 lebten dort acht Einwohner in zwei Wohngebäuden, von denen eines in zwei Wohnungen aufgeteilt war.
| Jahr      | 1871 | 1924 | 1950 | 1970 | 1987 |
| Einwohner | 5    | 11   | 11   | 11   | 8    |